# Heurística de la representatividad
La heurística de la representatividad es una regla informal para estimar la probabilidad de un evento B dado otro A, basándose en el grado en que A es representativo de B, es decir, en la semejanza de A con el estereotipo de B. Esta regla intuitiva permite, a partir de lo que ya se conoce, inferir sobre el suceso B. El concepto fue propuesto por los psicólogos Daniel Kahneman y Amos Tversky a principios de los años setenta. Según estos autores, cuando A es altamente representativo de la categoría B, la probabilidad de que A tenga su origen en B se juzga alta. Lo contrario ocurre si A no se asemeja a B. Como ejemplo, los médicos constantemente aplican esta heurística para sus diagnósticos: conocidos los síntomas de un paciente (evento A), diagnostican como más probable aquel tipo de enfermedad B cuyo subcaso más frecuente, prototipo o estereotipo tiene síntomas A. 
Aunque el uso de esta heurística conduce en muchas ocasiones a inferencias razonables, no deja de presentar algunos problemas. Kahneman y Tversky destacan cómo las personas ignoran sus conjeturas a priori sobre la probabilidad de B (las que tenían antes de saber que A se ha producido), en contra de lo que recomienda el cálculo bayesiano. Como consecuencia, la probabilidad de cometer sesgos es mayor porque el hecho de que algo sea más representativo, en realidad, no lo hace más probable. Como ilustración, en un experimento
".. se mostraron a los sujetos breves descripciones de la personalidad de varios individuos supuestamente elegidos al azar de un grupo de 100 profesionales, ingenieros y abogados. Se pidió a los sujetos que para cada descripción estimaran la probabilidad de que esta fuese la de un ingeniero y no la de un abogado. En una parte del experimento se dijo a los sujetos que el grupo del que se habían tomado las descripciones se componía de 70 ingenieros y 30 abogados. En otra parte se dijo a los sujetos que el grupo se componía de 30 ingenieros y 70 abogados..los sujetos de las dos partes emitieron esencialmente los mismos juicios de probabilidad".1
Es decir, a pesar de haber tenido la información necesaria para favorecer una opción u otra, los participantes usaron la representatividad para asociar dicha descripción a un estereotipo de profesión. En términos de probabilidad, violaron la regla de Bayes.

## Determinantes de la representatividad
Ciertos factores del juicio o de la decisión a tomar hacen más probable el uso de la heurística.

### Semejanza
Al juzgar la representatividad de un evento, se suele prestar más atención a la similitud con un evento estándar o prototipo que sirve de referencia. Sin embargo, este tipo de juicios no está sujeto a las reglas de la probabilidad y, por consiguiente, a las tasas base. El problema de considerarlas irrelevantes ocurre cuando se posee información particular y solo es aplicable cuando se concentra en la actividad. Según Kahneman, las impresiones intuitivas que estas produce son a menudo más exactas de lo que serían las estimaciones de posibilidades. Los individuos, bajo ciertas circunstancias, son guiados por estereotipos que consiguen predicciones casi tan exactas como la realidad de los hechos. Un ejemplo podría ser el siguiente: Considere un individuo que ha sido descrito por sus vecinos de la siguiente manera:”Steve es un hombre retirado y muy tímido, que no ayuda a las personas pero tiene un poco de interés en ellas, en su mundo o en la realidad. Posee un alma ordenada que lo obligada a tener todo ordenado y estructurado, siendo su pasión el detalle”. Cuál es la probabilidad de que Steve haya trabajado en una de las siguientes profesiones (por ejemplo, farmacéutico, vendedor, piloto comercial, bibliotecario o físico)?... (Tversky y Kahneman, 1974). En esta heurística de representatividad, la probabilidad de que Steve sea un bibliotecario, por ejemplo, está asociado al grado de similitud entre su personalidad y el estereotipo de dicha profesión.

### Aleatoriedad
La irregularidad y la representatividad local afectan los juicios de aleatoriedad. Las cosas que no parecen tener ninguna secuencia lógica se consideran representativas de la aleatoriedad y por lo tanto más probable que se produzcan. Por ejemplo, la serie de lanzamientos de monedas «cruz, cara, cruz, cara, cruz, cara» no sería considerada representativa de las tiradas de monedas generadas al azar, ya que está demasiado bien ordenada.
La ley de los pequeños números es el opuesto a la ley de los grandes números, una hipótesis que plantea que cuanto mayor sea el tamaño de la muestra, más cerca está las estimaciones del verdadero valor poblacional. Por ende, la representatividad local es una suposición en la que la gente confía en la ley de números pequeños, por lo que se percibe que las muestras pequeñas representan a su población en la misma medida que las grandes muestras (Tversky y Kahneman, 1971).
Las decisiones de los individuos pueden estar condicionadas a probabilidades inciertas basadas en la creencia de la no aleatoriedad de los sucesos. Tversky y Kahneman (1971) plantearon que la heurística de representatividad conlleva a las personas a comprometerse en la falacia del apostador –la creencia de que una oportunidad de buena suerte proviene luego de una serie de mala suerte (es decir, la afirmación de que una serie de sucesos independientes con el mismo resultado pronto son procedidos por el resultado contrario). Por ejemplo, un dado que haya sido lanzado 6 veces con resultados diferentes, puede llegar a considerarse como un patrón independientemente de la secuencia o el número de intentos porque los individuos ignoran su aleatoriedad.